# Tropfenspecht
Der Tropfenspecht (Dendropicos poecilolaemus, Syn. Chloropicus poecilolaemus) ist eine Vogelart aus der Familie der Spechte (Picidae).
Der Vogel kommt in Subsahara-Afrika vom äußersten Südosten Nigerias bis zum Südwesten des Südsudans, vom Nordosten der Demokratischen Republik Kongo bis Uganda, Ruanda und den Westen Kenias vor.
Der Lebensraum umfasst offene Wälder, Waldränder, Lichtungen, Landwirtschaftlich genutzte Flächen, Savanne mit Bäumen und Galeriewald von 700 bis 2100 m Höhe.
Die Art ist Standvogel.
Das Artepitheton kommt von altgriechisch ποικίλος poikilos, deutsch ‚mannigfaltig, wechselnd, bunt‘ und altgriechisch λαιμος laimos, deutsch ‚Kehle‘.

## Merkmale
Der Vogel ist etwa 14 bis 15 cm groß und wiegt 25 bis 30 g.
Das Männchen ist braun von Stirn bis Scheitelmitte, dann rot bis zum Nacken, hat weiße Ohrdecken und ist seitlich am Nacken braun gestrichelt, der braune Malarstreif ist zum Kinn hin deutlicher, Kinn und Kehle sind weiß, mitunter zart grau gefleckt. Die Oberseite ist gelb-grün, manchmal mit angedeuteten dunklen Bändern. Nur im frischen Gefieder ist ein kleiner roter Fleck auf dem Rumpf zu sehen, die braunen Flügeldecken sind gelblich gefleckt, die braunen Flugfedern haben gelblich-grüne Ränder und sind gelblich-weiß gebändert. Die Schwanzoberseite ist braun mit goldgelbem Federschaft, manchmal mit angedeuteten grünen Binden. Die Unterseite ist blass grünlich-gelb mit dunklen verstreuten Flecken auf der Brust und angedeuteter Bänderung an den Flanken. Die Flügelunterseite ist braun und gelblichweiß gebändert, die Schwanzunterseite gelblich-braun. Der ziemlich lange Schnabel ist an der Basis dunkel- oder bräunlich-grau. Die Iris ist rot, manchmal braun, die Füße sind grünlich bis olivfarben.
Die Kombination von leicht gebändertem Rücken, gepunkteten Flügeln und blassem Gelb der Unterseite mit fein schwarz gesprenkelter Brust ist charakteristisch.
Beim Weibchen ist Scheitel und Nacken schwärzlich-braun, nicht rot, die dunkle Bänderung der Oberseite etwas deutlicher. Jungvögel haben mehr Grau im Gefieder ohne Gelb, die Markierungen der Unterseite sind weniger deutlich, die Augen sind braun.
Die Art ist monotypisch.

## Stimme
Der Ruf wird als hastige Folge von harschen metallischen Knurrlauten „chrrr‘chrrr‘chrrr“, beschrieben, auch als wiederholtes „ch-rit“ oder trockenes „che che che che che“.

## Lebensweise
Die Nahrung besteht aus Insekten, die einzeln oder paarweise an abgestorbenen Bäumen pickend und hämmernd gesucht werden.
Die Brutzeit liegt in Zaire zwischen Mai und September, in Uganda auch noch zwischen November und Januar. Die Nesthöhle wird in einem Baumstamm gebaut.

## Gefährdungssituation
Die Art gilt als nicht gefährdet (Least Concern).